# Lepidomeda altivelis
Lepidomeda altivelis (englischer Name: Pahranagat spinedace) ist ein ausgestorbener nordamerikanischer Süßwasserfisch aus der Familie der Karpfenfische.

## Beschreibung
Lepidomeda altivelis erreichte eine Länge von 3,5 bis 6,6 Zentimeter. Dieser Fisch war durch ein extrem schräges Maul charakterisiert, bei dem die oberste Spitze des Unterkiefers ungefähr auf Augenhöhe lag. Er hatte eine hohe spitze Rückenflosse, einen komprimierten Kopf und feine Schuppen. Die Anzahl der Seitenschuppen betrug zwischen 84 und 95. Über seine Lebensweise ist kaum etwas bekannt.

## Verbreitung
Lepidomeda altivelis war endemisch in den Quellteichen in der Nähe von Ash Springs, im Pahranagat Lake nahe Alamo sowie in den niedrigeren Bereichen des White River im Pahranagat Valley, Lincoln County, Nevada.

## Aussterben
Lepidomeda altivelis wurde zuletzt 1938 nachgewiesen. Eine Suche der Ichthyologen Carl Leavitt Hubbs und Robert Rush Miller scheiterte im Jahre 1959. Gründe für das Aussterben dieser Art waren vermutlich das Nachstellen durch den eingeführten Koboldkärpfling und Lebensraumveränderungen im Pahranagat Valley.